# 캐머런 제롬
캐머런 지샨 래나 제롬(Cameron Zishan Rana Jerome, 1986년 8월 14일 ~ )는 잉글랜드의 축구 선수이다. 현재 볼턴 원더러스에서 활약하고 있다.

## 수상

### 버밍엄 시티 FC
- 풋볼 리그컵 : 2010-11 (우승)